# 松戸城
松戸城（まつどじょう）は、千葉県松戸市松戸にあった戦国時代の日本の城（平山城）。

## 歴史・沿革
築城年および築城者に関する詳細は不明であるが、15～16世紀に原氏や高城氏の支配下にあったことは間違いない。長禄・寛正年間には古河公方足利成氏と堀越公方足利政知や関東管領上杉房顕が関東の各地で闘争を起こしていて、この時に古河方の下総千葉氏家臣原信濃入道とその子息原八郎は将軍足利義政の命令で幕府方の上杉氏と応じ、松渡城（松戸城）に入った。この時の原信濃入道は原胤高の孫と考えられている。その後、第一次国府台合戦の時には後北条氏軍が天文7年（1538年）10月6日夜に江戸城を発した後、7日朝に松戸城に着き先勢を上げた。

### 遺構
城址は標高20～25mの高台にあり、遺構としては、曲輪、空堀や土塁の一部を確認することができるが、殆ど見分けがつかない。しかし、城跡北部は旧水戸徳川家別邸「戸定邸」及び戸定歴史館を中心に戸定が丘歴史公園として整備され、南部は千葉大学園芸学部の敷地になっている。城域は台地の北東に対峙する千葉大付属農場と台地の間に南東方向に走る谷津によって区画されていたと考えられ、さらに谷津先端部が千葉大浩気寮付近から南へ折れ、プールやテニスコートがある突き当りの低地により城跡の舌状台地が断ち切られていたと推定されている。